# Scyllarus paradoxus
Scyllarus paradoxus е вид десетоного от семейство Scyllaridae.

## Разпространение
Видът е разпространен в Бенин, Габон, Гана, Гвинея, Гвинея-Бисау, Екваториална Гвинея, Камерун, Република Конго, Кот д'Ивоар, Либерия, Нигерия, Сао Томе и Принсипи, Сенегал, Сиера Леоне и Того.